# Иванка Райнова
Иванка Богомилова Райнова (Yvanka B. Raynova) е български философ, специалистка по съвременна западноевропейска философия и преводачка.

## Биография
Иванка Райнова е родена на 16 октомври 1959 г. в София. Тя е дъщеря на писателя Богомил Райнов и внучка на Николай Райнов и Гаврил Генов. Средно образование завършва в Париж, като по-късно следва западни филологии и философия. Започва да изучава немска филология в Сорбоната, но следващата година се премества за кратко в Берлин, където изучава философия. От 1979 г. следва философия в Софийския университет, като завършва и френска филология. Докторант е в Института по философия на БАН, където в 1989 г. защитава дисертация върху френския антропологизъм и се хабилитира през 1996 г. През 1999 г., след научни специализации в Австрийската академия на науките и Виенския университет, става съоснователка и ръководителка на академичната организация Институт за аксиологически изследвания във Виена. Членка е на общо над 20 международни академични организации, измежду които на Асоциацията на дружествата на френскоезичните философски дружества, Американската философска асоциация, Нюйоркската академия на науките, Световния институт по феноменология, Международния институт по херменевтика, Фонд Рикьор, Международната асоциация на жените философи и др. След 2000 г. участва в множество научни проекти в чужбина, главно по феноменология, херменевтика и феминистка философия. През 2006 г. получава докторска титла от Виенския университет и започва да чете лекции по философия като хоноруван професор в различни висши училища и академии във Виена. През 2013 г. защитава дисертация върху философията на Пол Рикьор и става доктор на философските науки в Института за изследване на обществото и знанието на БАН, където през 2014 г. е избрана за професор.
През 90-те години на ХХ век превежда и осъществява двутомното издание на книгата на Жан-Пол Сартър „Битие и нищо“, за което е наградена от Съюза на преводачите в България и Националния център на книгата, а в 2000 г. в неин превод излиза Конфликтът на интерпретациите на Пол Рикьор. Авторка е на множество моногарфии и студии, печатани на различни езици,  за които получава международно признание, включително и като носител на няколко престижни награди. През 2021 г. е избрана за Professor Honoris Causa (почетен професор) на Международния институт по херменевтика, като бе удостоена и с наградата Хермес за книга на годината по феноменологическа херменевтика. През 2022 г. издателство „Мецлер-Шпрингер“ пубилкува по случай 60 годишнинаната ѝ юбилейния сборник Säkularismus, Postsäkularismus und die Zukunft der Religionen. Festschrift für Yvanka B. Raynova zum 60. Geburtstag.
Първите ѝ монографични трудове излизат на български език – От Екзистенциалната философия към постперсонализма (1992), От Хусерл до Рикьор (1993), Жан-Пол Сартр, философът без бог (1995: том 1). По-късно Иванка Райнова издава книгите си на чужди езици. 

### Монографични трудове
- Между приспособяване и бунт. Дискусии и изследователски насоки в българската философия. Vienna: Axia Academic Publishers, 2024. ISBN 978-3-903068-40-7
- Бездната на самостта и отблясъците на абсолютното. Към херменевтиката на феноменологическите ценностни теории. Vienna: Axia Academic Publishers, 2019. ISBN 978-3-903068-27-8
- Sein, Sinn und Werte: Phänomenologische und hermeneutische Perspektiven des europäischen Denkens. Frankfurt am Main, Berlin, Bern, Bruxelles, New York, Oxford, Wien: Peter Lang, 2017. ISBN 978-3-631-70591-9
- Feministische Philosophie in europäischem Kontext: Gender-Debatten zwischen „Ost“ und „West“. Wien, Köln, Weimar: Böhlau, 2010. ISBN 978-3-205-78495-1
- Être et être libre: Deux „passions“ des philosophies phénoménologiques. Études d'herméneutique comparative. Frankfurt am Main, Berlin, Bern, Bruxelles, New York, Oxford, Wien: Peter Lang, 2010. ISBN 978-3-631-59686-9
- Between the Said and the Unsaid. In Conversation with Paul Ricoeur, vol. 1. Frankfurt am Main, Berlin, Bern, Bruxelles, New York, Oxford, Wien: Peter Lang, 2009. ISBN 978-3-631-52452-7
- Жан-Пол Сартр, философът без бог. Плевен: ЕА, (1995: том. 1). ISBN 954-450-036-7
- Философията в края на XX век: разговори с Пол Рикьор, Ричард Рорти, Рихард Висер, Енрике Дусел, Ана-Тереза Тимиениецка. Плевен: ЕА, 1995. ISBN 954-450-035-9
- От Хусерл до Рикьор. Феноменологическият подход към човека. София: СУ, 1993. ISBN 954-07-0168-6
- От екзистенциалната философия към постперсонализма. София: Апис, 1992. ISBN 954-514-003-8